# Сасси, Ферджани
Ферджани́ Сасси́ (араб. فرجاني ساسي‎; род. 18 марта 1992, Арьяна) — тунисский футболист, полузащитник клуба «Аль-Духаиль» и национальной сборной Туниса.

## Клубная карьера
Во взрослом футболе дебютировал в 2010 году выступлениями за команду клуба «Сфаксьен», в которой провел пять сезонов, приняв участие в 79 матчах чемпионата.
Своей игрой за эту команду привлек внимание представителей тренерского штаба клуба «Мец», к составу которого присоединился в 2015 году. Сыграл за команду из Меца следующий сезон. Был основным игроком команды в составе «Меца».
В состав клуба «Эсперанс» (Тунис) присоединился 2016 года. С тех пор успел сыграть за команду из Туниса 39 матчей в национальном чемпионате.
28 января 2018 года перешёл в «Ан-Наср» из Эр-Рияда.

## Выступления за сборную
В 2013 году дебютировал в официальных матчах в составе национальной сборной Туниса. В составе сборной был участником Кубка африканских наций 2015 года в Экваториальной Гвинее и Кубка африканских наций 2017 года в Габоне.
18 июня 2018 года на Чемпионате мира по футболу в России забил гол в матче с Англией (1:2), сравняв счет.
Летом 2019 года Ферджани был вызван в состав своей национальной сборной на Кубок африканских наций в Египте. В матче 1/4 финала его гол на 52-й минуте матча в ворота Мадагаскара помог сборной победить соперника 3:0 и выйти в полуфинал.